# هيلج لفلاند
هيلج لفلاند (بالنرويجية البوكمول: Helge Løvland)‏ هو منافس ألعاب قوى نرويجي، ولد في 11 مايو 1890 في Froland ‏ في النرويج، وتوفي في 26 أبريل 1984 في أوسلو في النرويج.

## وصلات خارجية
- هيلج لفلاند على موقع اللجنة الأولمبية الدولية (الإنجليزية)
- هيلج لفلاند على موقع أوليمبيديا (الإنجليزية)